# Karel August von Thurn und Taxis
Karl August Joseph Maria Maximilian Lamoral Antonius Ignatius Benediktus Valentin (Slot Garatshausen, 23 juli 1898 - Regensburg, 26 april 1982) was een prins van Thurn und Taxis. Karl was de tweede zoon van Albert I von Thurn und Taxis en Margaretha Clementine van Oostenrijk. Hij trouwde in Slot Taxis op 18 augustus 1921 met Maria Anna van Bragança, een schoonzus van zijn broer Franz Joseph. Na diens overlijden in 1971 werd hij hoofd van de familie Thurn und Taxis. 
Vanwege zijn antifascistische houding zat hij van 1944-1945 in de Gestapo-gevangenis in Landshut. Als hoofd van de familie moderniseerde hij de exploitatie van zijn landerijen en bossen; hij bouwde huizen voor zijn werknemers en bevorderde de cultuur van zijn gebied, onder meer door een grootscheepse restauratie van het zeshonderd kamers grote familiekasteel Slot Sankt Emmeram. 

## Kinderen
Karl August en Maria Anna kregen vier kinderen:
- Clothilde (30 november 1922 - 1 september 2009)
- Mafalda (6 maart 1924 - 24 juli 1989)
- Johannes (5 juni 1926 - 28 december 1990)
- Albert (23 januari 1930 - 4 februari 1935)